# Reichenburg
Reichenburg ist eine politische Gemeinde im Bezirk March des Kantons Schwyz in der Schweiz.

## Wappen
Reichenburg hat neben Schwyz das älteste Wappen im Kanton. Bereits 1548 in der Chronik von Johannes Stumpf ist es abgebildet. Abgeleitet wurde es von den Herren von Reichenburg.
Dargestellt ist eine stilisierte, rote Rose mit goldenen Butzen, grünbeblättert ohne Stiel, in goldenem Schild.

## Geographie

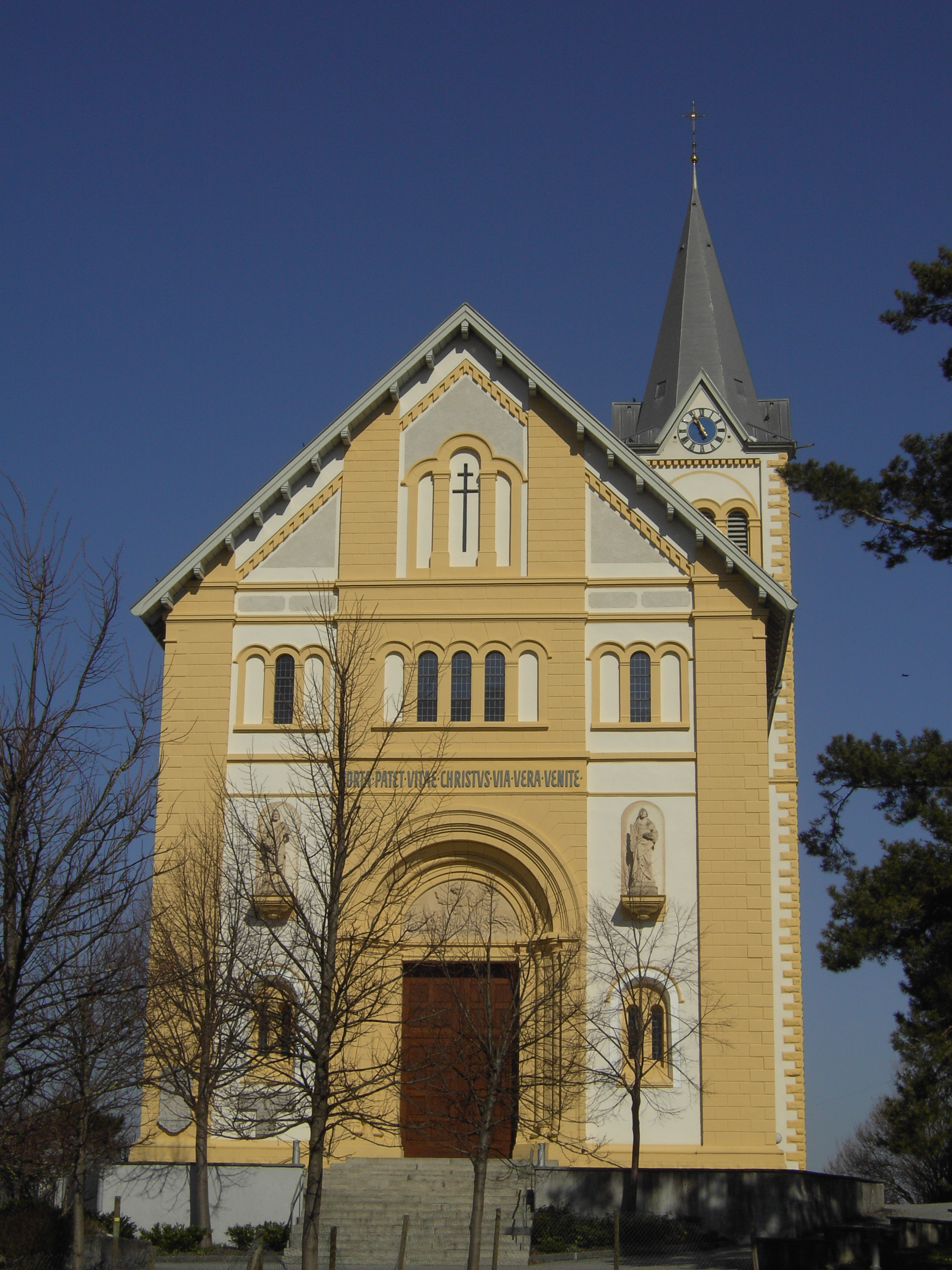
Kirche Reichenburg

Historisches Luftbild von Werner Friedli von 1948

Reichenburg liegt am Voralpenrand und grenzt östlich und nördlich an die Kantone St. Gallen und Glarus. Die Nachbargemeinden sind Benken SG, auf der anderen Seite des Linthkanals, Schübelbach im Westen und Glarus Nord im Osten. Das Gemeindegebiet liegt auf der südlichen Linthebene auf 411 m ü. M. den südlichen Berghängen zum Mittelberg, dem Ussberg, der Tafleten, dem Lachen- und Austock und der Lauihöhe, die mit 1455 m ü. M. den höchsten Punkt der Gemeinde bildet. Am Dreieckswäldli bei der A3 findet sich ein Dreikantonseck zu den Kantonen Glarus und  St. Gallen ().
Die Waldgebiete bedecken 30 % der Fläche und dehnen sich an den Berghängen aus. Weitere 60 % der Gemeindefläche werden landwirtschaftlich genutzt. In Reichenburg wird traditionell Viehzucht betrieben, was mit der gemeindeeigenen Alpwirtschaft zusammenhängt. Die Alpen werden gemeinschaftlich bestossen, es sind dies die Gebiete Schwanten, Lachen, Au, Stofel, Laui und Nöchen. Obwohl die Anzahl der Bauern in den letzten 100 Jahren auf weniger als die Hälfte zurückgegangen ist, hat der Viehbestand um 30 % zugenommen. Das Alpgebiet ist im Eigentum der Korporation Reichenburg, Teil der Genossame Wangen (von: gemeinsam geniessen, bewirtschaften). Ihr gehören alle altansässigen Geschlechter Reichenburgs an.

## Politik
Die politische Landschaft ist stark von konservativen Kräften beeinflusst, die SVP zählt 50 %, die SP 22 %, die CVP 16 % und die FDP 10 % der Wählerstimmen.

## Exekutive
Gemeindepräsident ist Armin Kistler-Bellanger (Stand 2024).

## Wirtschaft
Da die Gemeinde wenig Verdienstmöglichkeiten bietet, pendeln 62 % der erwerbstätigen Einwohner in die Agglomeration, nach Pfäffikon SZ, oder Rapperswil-Jona. Sie benützen meist das eigene Auto (54 %), 10 % verwenden ein öffentliches Verkehrsmittel.
Verwo-Acquacut AG: Ein wichtiger Arbeitgeber ist die Verwo-Acquacut AG. Das Unternehmen ist in den Bereichen Blechbearbeitung, Schneidtechnologie sowie Entsorgungssysteme tätig.
Mecana AG: Ehemals in Schmerikon gegründetes Unternehmen in der Umwelttechnik. Eine prägende Innovation ist die 1996 von der Mecana patentierte Polstofffiltration, welche sich bis heute weltweit zum Stand der Technik in der Wasser- und Abwasserreinigung durchgesetzt hat. 
Hedi Produkte AG: Unternehmen, das seit über 40 Jahren in der Herstellung von Spiegelschränken und Medikamentenschränken tätig ist. Unter dem Namen Profilicht Handel mit architektonischen Lichtsystemen.
Glasmanufaktur Buttikon AG: Ehemals in Buttikon beheimateter Betrieb in der Glasproduktion. Er beschäftigt nach eigenen Angaben 44 Mitarbeiter in einem Neubau im Gebiet Gläntern.
Tela-Hakle-Werke: bis 2006

## Verkehr

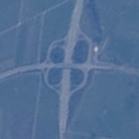
Kleeblatt der Autobahnverzweigung Reichenburg aus dem Weltall (2012)

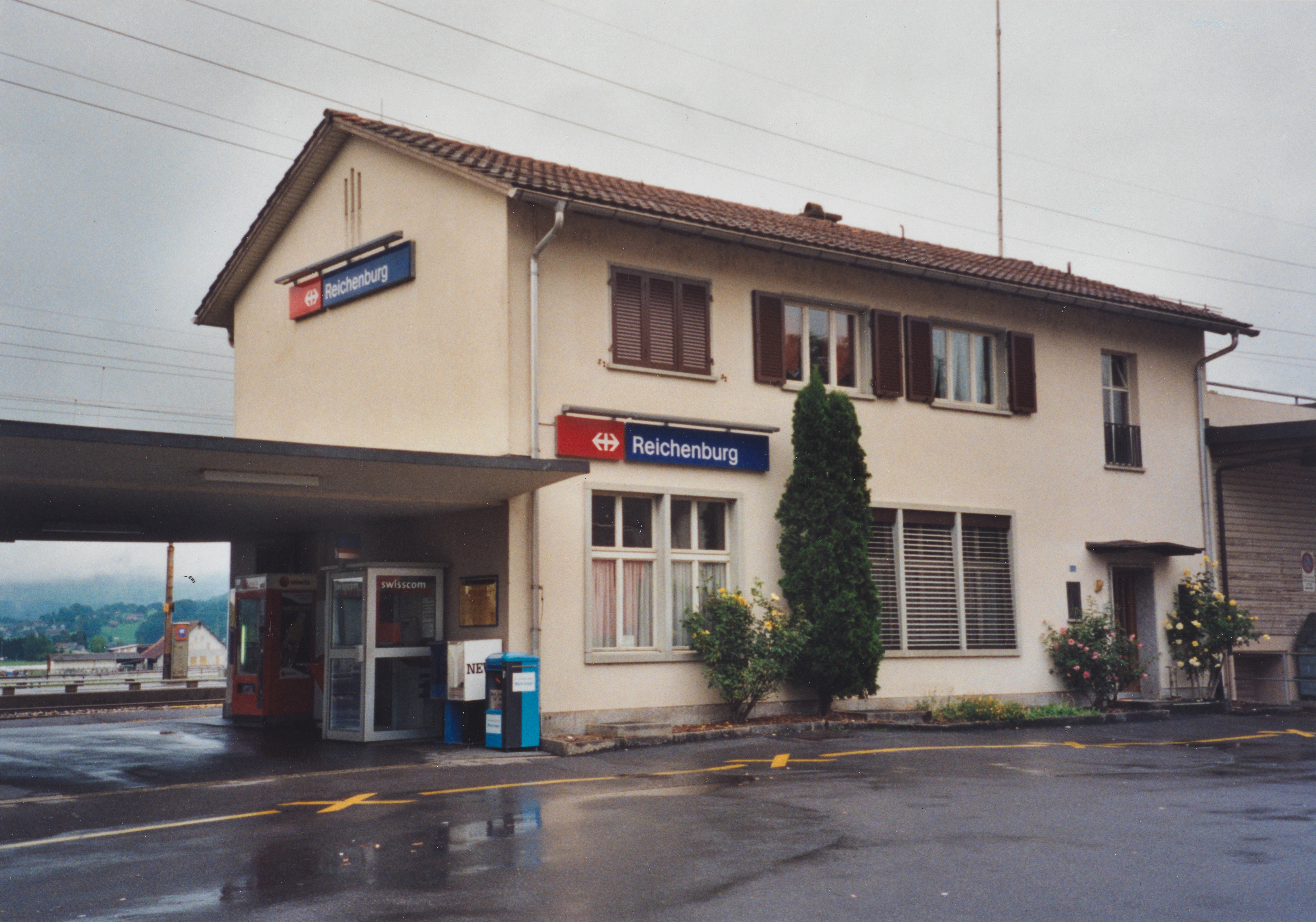
Ehemaliger Bahnhof Reichenburg (2008)

Die Linksufrige Seebahn und die Autobahn A3 führen an der Gemeinde Reichenburg vorbei und verbinden die Stadt Zürich mit Chur. Die Autobahn A15 führt von Reichenburg ins Zürcher Oberland. Die Hauptstrassen verbinden Reichenburg mit Bilten, Benken und Buttikon.
Die S-Bahnlinie S27 fährt in der Hauptverkehrszeit im Halbstundentakt von Ziegelbrücke nach Siebnen-Wangen. Die Strecke Reichenburg – Siebnen-Wangen – Uznach wird von einer Postautolinie befahren, die vom Transportunternehmer Xaver Kistler aus Reichenburg betrieben wird.

## Persönlichkeiten
- Jan-André Freuler (* 1992), Radsportler

## Bevölkerung
| Bevölkerungsentwicklung | Bevölkerungsentwicklung |
| Jahr                    | Einwohner               |
| ----------------------- | ----------------------- |
| 1850                    | 967                     |
| 1870                    | 924                     |
| 1880                    | 953                     |
| 1900                    | 911                     |
| 1920                    | 1034                    |
| 1941                    | 1135                    |
| 1950                    | 1318                    |
| 1970                    | 1571                    |
| 1990                    | 2104                    |
| 2000                    | 2765                    |
| 2010                    | 3134                    |

In Reichenburg ist die Bevölkerung durch Zuwanderung und Geburten seit 1992 um ein Viertel gewachsen. Kistler ist dort der meistverbreitete Familienname.

## Name
Der Name Reichenburg steht auffallend «hochdeutsch» in der Landschaft, wo doch alemannisch-lateinische Namen als Ortsbezeichnungen vorherrschen.
Der Rückblick in die Geschichte und die Etymologie gibt über diese Besonderheit Aufschluss. Das ostgotische Reich unter Theoderich reichte bis an den oberen Zürichsee, daran erinnert auch der Name March (= Grenze) für das Gebiet zwischen Zürich- und Walensee. Auf dem Felsvorsprung in Reichenburg, der einzigen festen erhöhten Stelle am Rande des ausgedehnten Sumpfgebietes der Linthebene, stand zur Römerzeit ein Wehr- oder Signalturm mit Sichtverbindung zur Wehranlage auf dem Biberlichopf bei Ziegelbrücke. Die Ostgoten benützten den Turm in Reichenburg als östlichste Sicherung des Reiches. Noch heute trägt der Felsen die Bezeichnung «Burg».
Theoderich der Grosse war bei den Alemannen als Dietrich bekannt. In der alemannischen Mundart wird Dietrich kurz als «Richi» bezeichnet. Daher entstand aus dem Namen Dietrichenburg im Alemannischen die Bezeichnung «Richisburg», später verdeutscht «Richenburg», dann Reichenburg (siehe auch Reichenau GR).

## Geschichte
Nach dem Sieg des Merowingerkönigs Chlodwig 496 über die Alemannen durfte sich das unterlegene Volk unter der Bedingung, dass es sich friedlich und still verhalte, in Churrätien niederlassen, einem Gebiet, das zum Einflussgebiet Theoderichs gehörte, daher die Namensgebung "Richisburg". Diese Besiedlung war übrigens die Ursache, warum die rätoromanische Sprache, die ursprünglich bis westlich des Walensees gesprochen wurde, vom Alemannischen verdrängt wurde, das heute bis zur Flussinsel Reichenau (Richisaue) beim Zusammenfluss des Vorder- mit dem Hinterrhein gesprochen wird. Die angesiedelten Alemannen hielten sich nicht an das Abkommen und erhoben sich erneut gegen die Franken. Ergrimmt verleibte Theoderich ganz Rätien und den östlichen Teil des Alemannenlandes bis an den oberen Zürichsee seinem Herrschaftsgebiet ein. Auf diese Weise wurde die Linthebene zum Grenzland, zur March.
Als die heutige Pfarrkirche 1897 auf dem Burghügel errichtet wurde, wartete man mit der Fertigstellung des Turmes zu, bis man die alte Kirche beim Pfarrhaus abtragen konnte. Die gewonnenen Steine wurden in der oberen Hälfte des massiven Turmes vermauert, so ist sicher ein ansehnlicher Teil der Steine wieder an der Stelle, wo sie einst als Burggemäuer gefügt waren.
In der Urkunde von Papst Paschalis II. aus dem Jahr 1116 bestätigt dieser dem Kloster Pfäfers Besitzungen in der heutigen Flur Hirschlen.
Um 1300 war die Burg von Reichenburg Eigentum des Ritters Hartmann, der zugleich der Meier von Windegg war, teilweise als Lehen des Klosters Einsiedeln. Später übernehmen die Herren von Aspermont die Herrschaft über Reichenburg.
1316 fiel eine plündernde Horde wilder Schwyzer in das Marchland ein und verwüstete die «Richisburg» und die Burg in Niederurnen, welche fortan als Steinbruch dienten. So wurde auch die erste Kirche in Reichenburg / Richisburg 1498 aus Steinen der Burgruine gefügt.
1368 verkaufte Ulrich von Aspermont das Dorf an Rudolf Tumpter von Rapperswil. Schon zwei Jahre später wurde es wieder verkauft, diesmal an das Kloster Einsiedeln unter Abt Markwart VII. von Grünenberg. Die Reichenburger erkauften sich für 100 Pfund das Recht, niemals mehr an Grundherren verpachtet zu werden. Im Jahr 1472 wurde das hohe Gericht dem Rat in Schwyz zugesprochen. Alle anderen Hoheiten bleiben beim Abt von Einsiedeln.
Bad Reichenburg: 1627 wird ein Badhaus bei einem heilsamen Wasser erwähnt. Zehnder beschreibt diese als eine Schwefelquelle die unterhalb der sog. Linde auf dem Reichenburger Ried entspringe. Sie floss noch in den 1820er Jahren und besass eine hölzerne Einfassung wie auch einen gepflasterten Grund. Noch 1867 wird die Quelle in einem Bäderführer: Heilquellen und Kurorte der Schweiz, erwähnt. Im Grundbuch ist unter Nummer 37 die Parzelle Badhaus eingetragen und beschrieben. Die Quelle entspringt südlich des Bahndammes auf der Parzelle Schandelen unmittelbar bei einem alten Schober mit mittelalterlichem Natursteinmauerwerk auf den Koordinaten 718050/225250. Es ist durchaus möglich, dass es sich bei diesem Bauwerk um das genannte Badhaus handelt. Die Quelle wurde durch den nahen Bahnbau leider gestört, doch sie fliesst auch heute noch etwas verdünnt unter einer eichenen Schwellenabdeckung. Nach der glaubhaften Überlieferung haben sich die Pilger hier auf dem Weg erholt und erfrischt, bevor sie den letzten Wegabschnitt über den Etzelpass nach Einsiedeln antraten.
(Dekan Zehnder/Grundbuchamt March in Lachen/ Anton Tuor/Sagen und anderes aus Reichenburg)
Bis 1498 gehörte Reichenburg kirchlich zur Pfarrei Tuggen. Nach der Überlieferung fuhren die Gläubigen sonntags vom Stutz über einen Meander der Linth über die Ebene zum Gottesdienst in die Tuggener Pfarrkirche. 1498 wird Reichenburg zu einer selbstständigen Pfarrei, was den ersten Kirchenbau auslöst. Die Kollatur bleibt bis 1652 beim Kloster Pfäfers und gibt sie dann dem Kloster Einsiedeln weiter.
Von 1798 bis 1833 – Helvetik, Wiener Kongress, Restauration – wechselten die politischen- und Zugehörigkeitsverhältnisse mehrfach, bis sich Reichenburg schliesslich vom Kloster Einsiedeln löste und im Bezirk March dem Kanton Schwyz eingegliedert wurde. In Erinnerung an die friedliche Zeit unter dem «Krummstab» des Fürstabtes von Einsiedeln nennen sich die Reichenburger noch heute gerne «Fürstenkinder».
1885 wurde auf dem Burghügel die neue Kirche im Stil der Neuromanik eingeweiht. Bemerkenswert sind das monumentale neoromanische Hauptportal mit imposanter Freitreppe, die gefasste Kassettendecke, die Fresken und die wertvollen Bleiglasfenster von August Wanner. Eine besondere Rarität ist das mittelalterliche Fasten- oder Hungertuch, das während der Fastenzeit vor den rechten Seitenaltar gehängt wird, zudem besitzt Reichenburg einen beachtenswerten Kirchenschatz, der mit der besonderen Stellung des Ortes als Fürstenland des Klosters Einsiedeln zu erklären ist. Besichtigung auf Anfrage beim Pfarramt möglich.
Biotop am Hirschlensee: Mit der Eröffnung der Autobahn 3 Chur–Zürich 1972 erhielt Reichenburg einen eigenen Autobahnanschluss. Der Grundwassersee in der Flur Hirschlen (im Volksmund «Baggersee» genannt) entstand durch die Kiesausbeutung für den Bau der Autobahn, heisst heute offiziell „Hirschlensee“ und dient heute als naher Naturschutzort und Badesee.

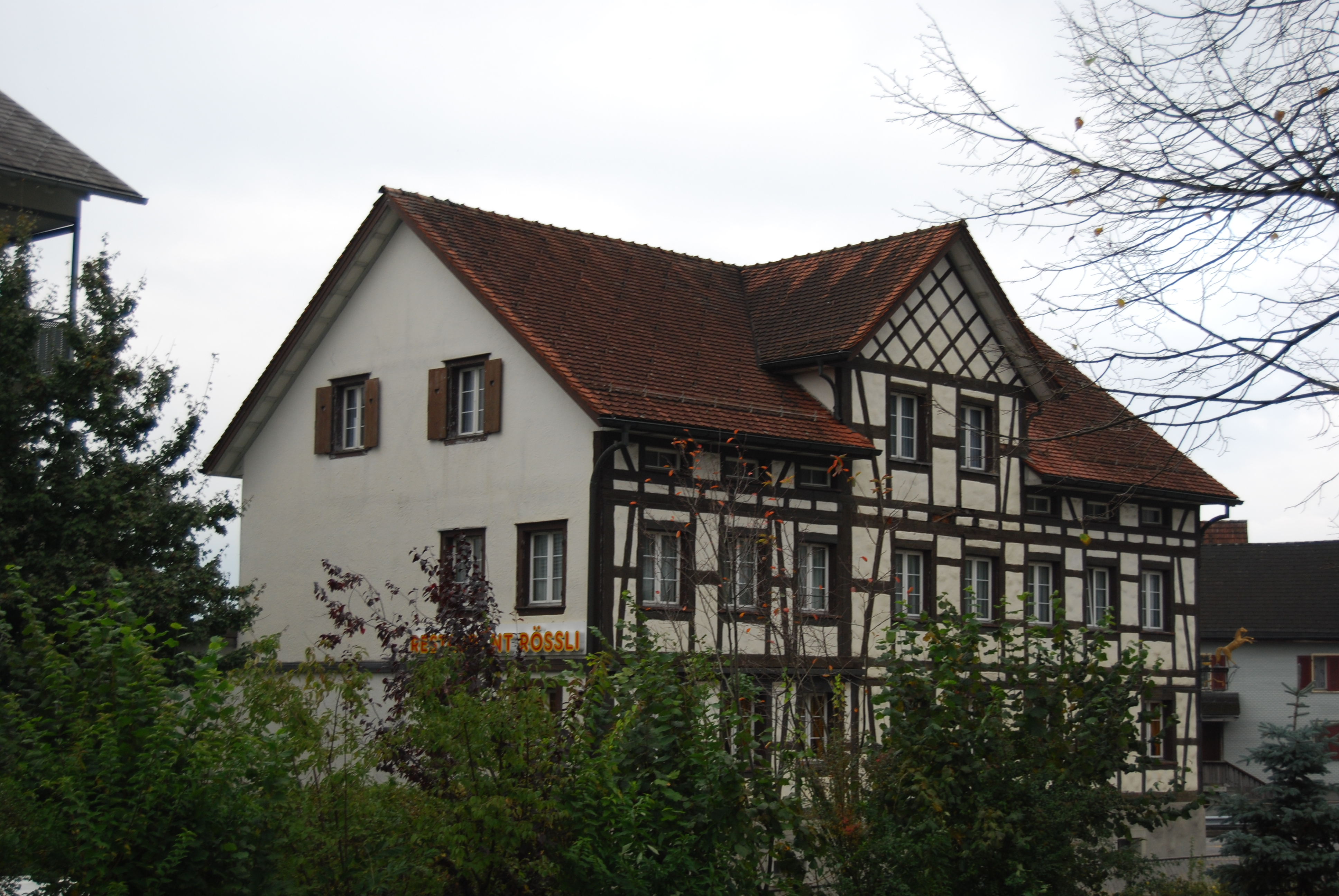
Ehemaliges Restaurant Rössli
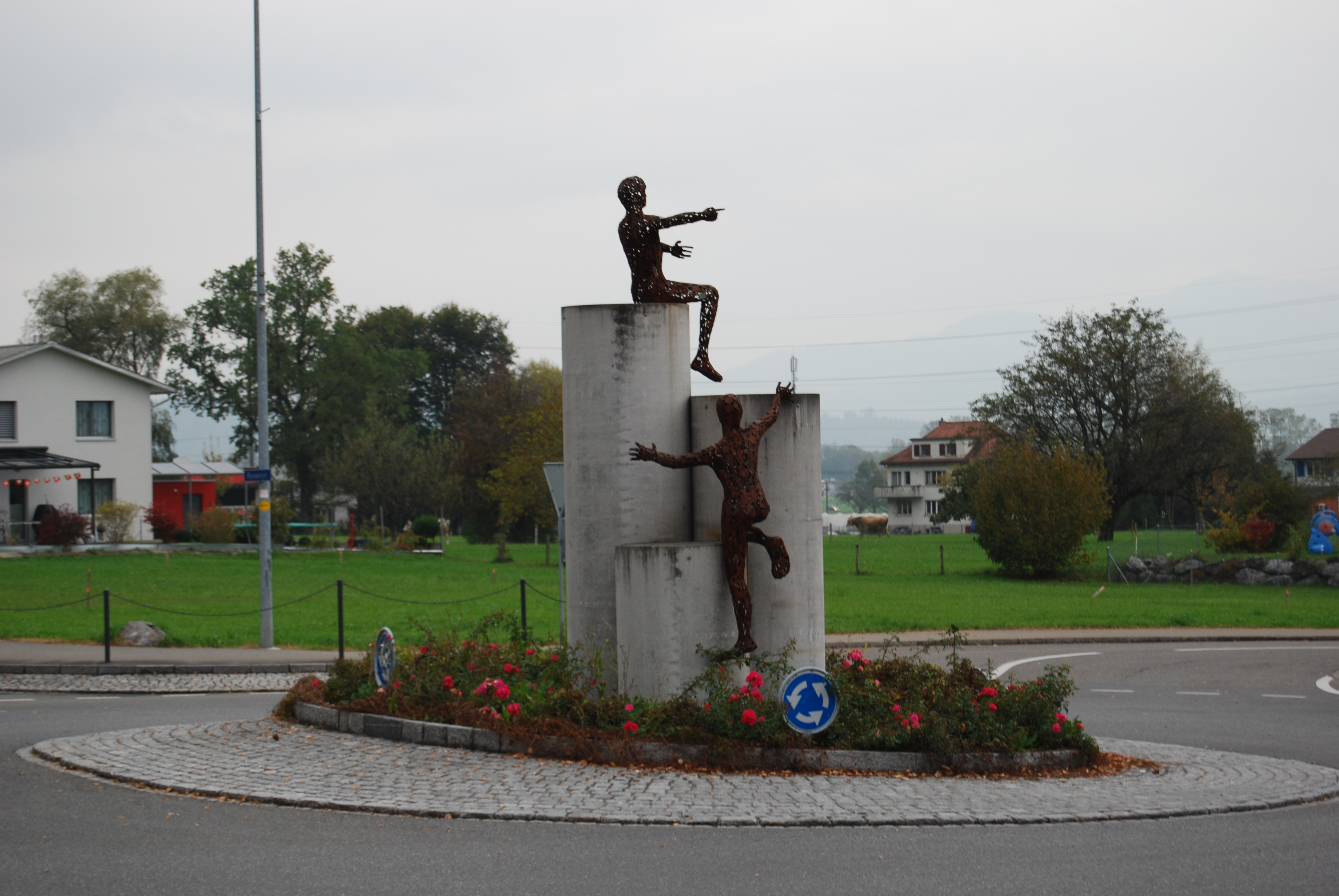
Verkehrskreisel an der Strasse nach Benken
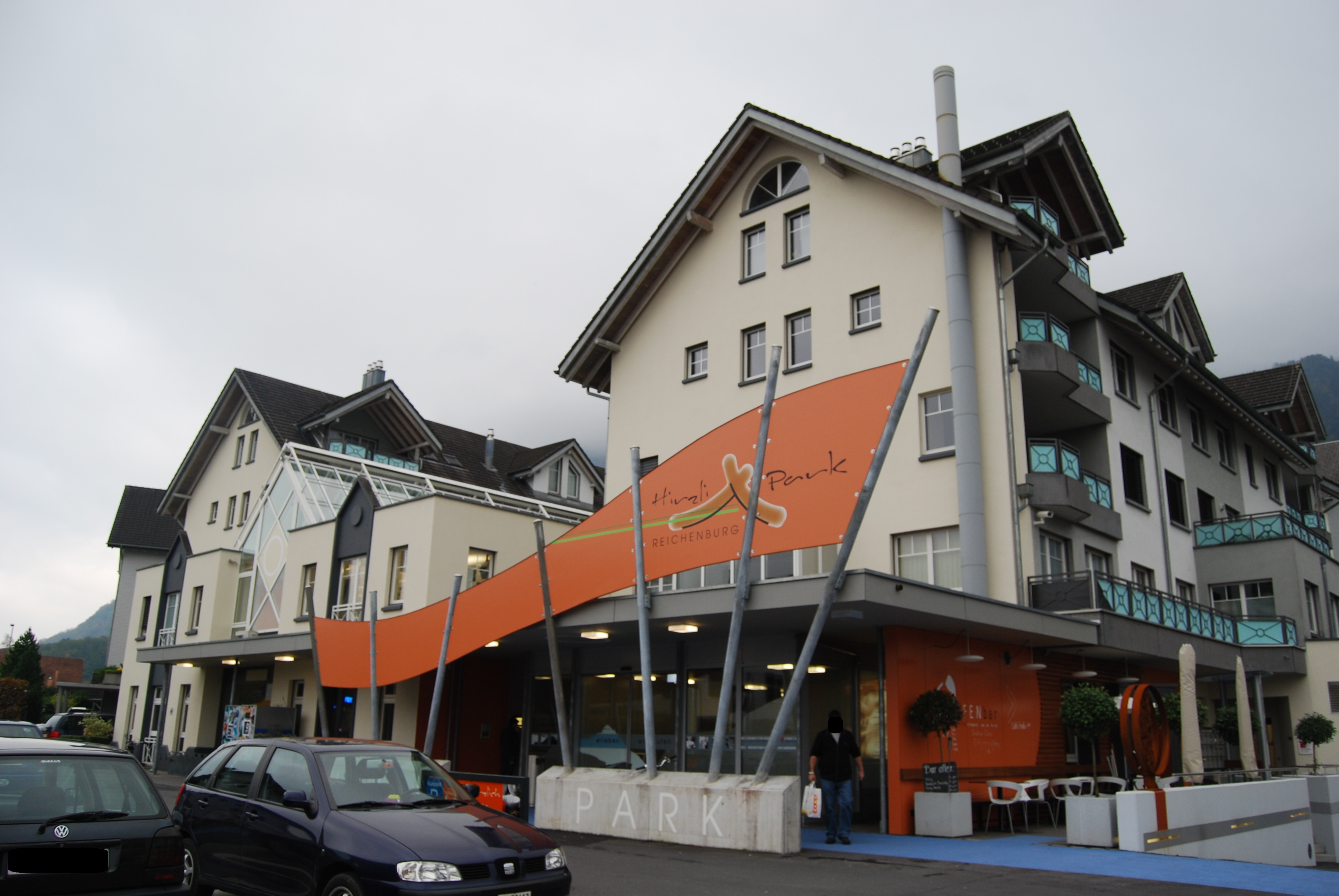
Einkaufszentrum Hirzli Park
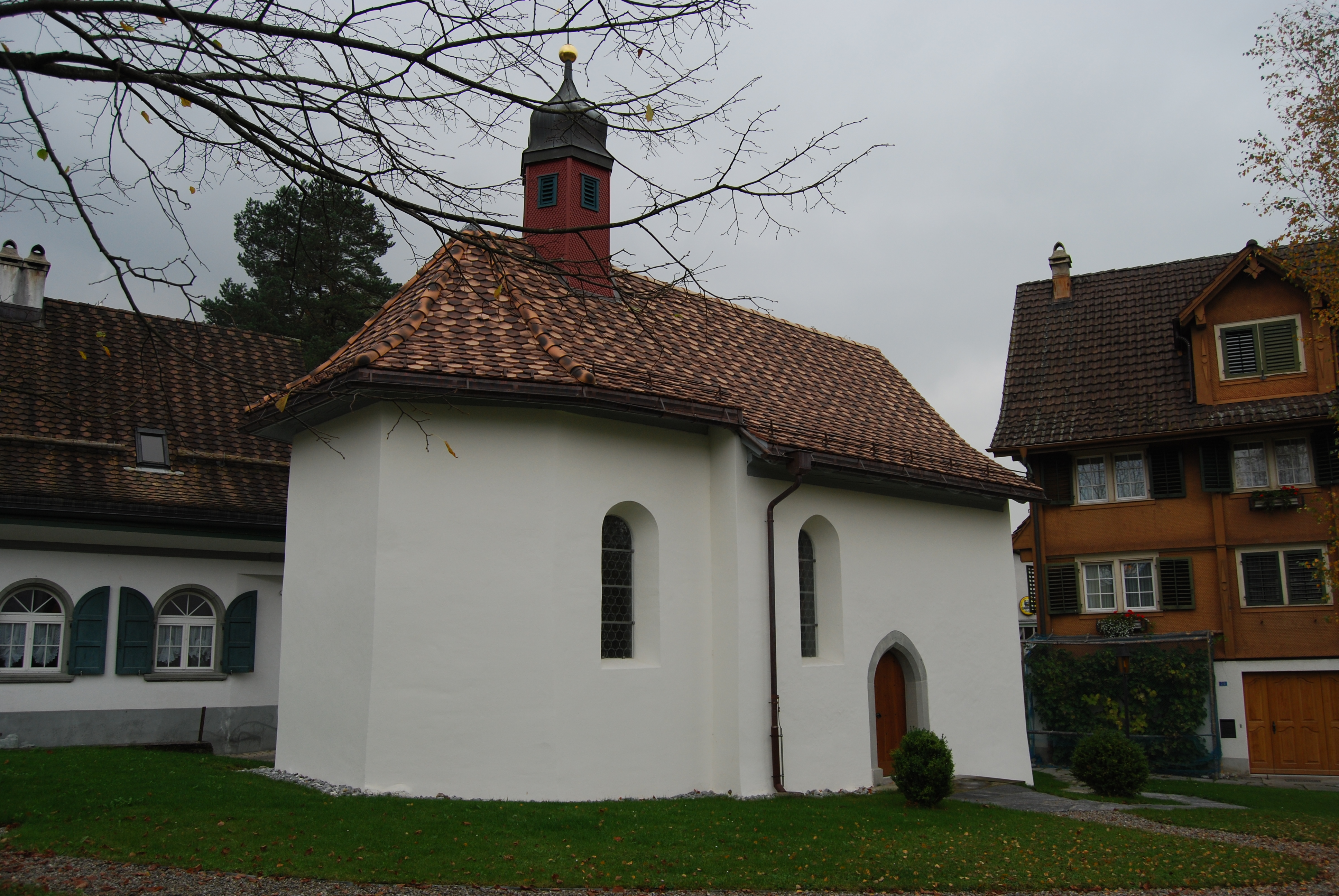
Friedenskapelle
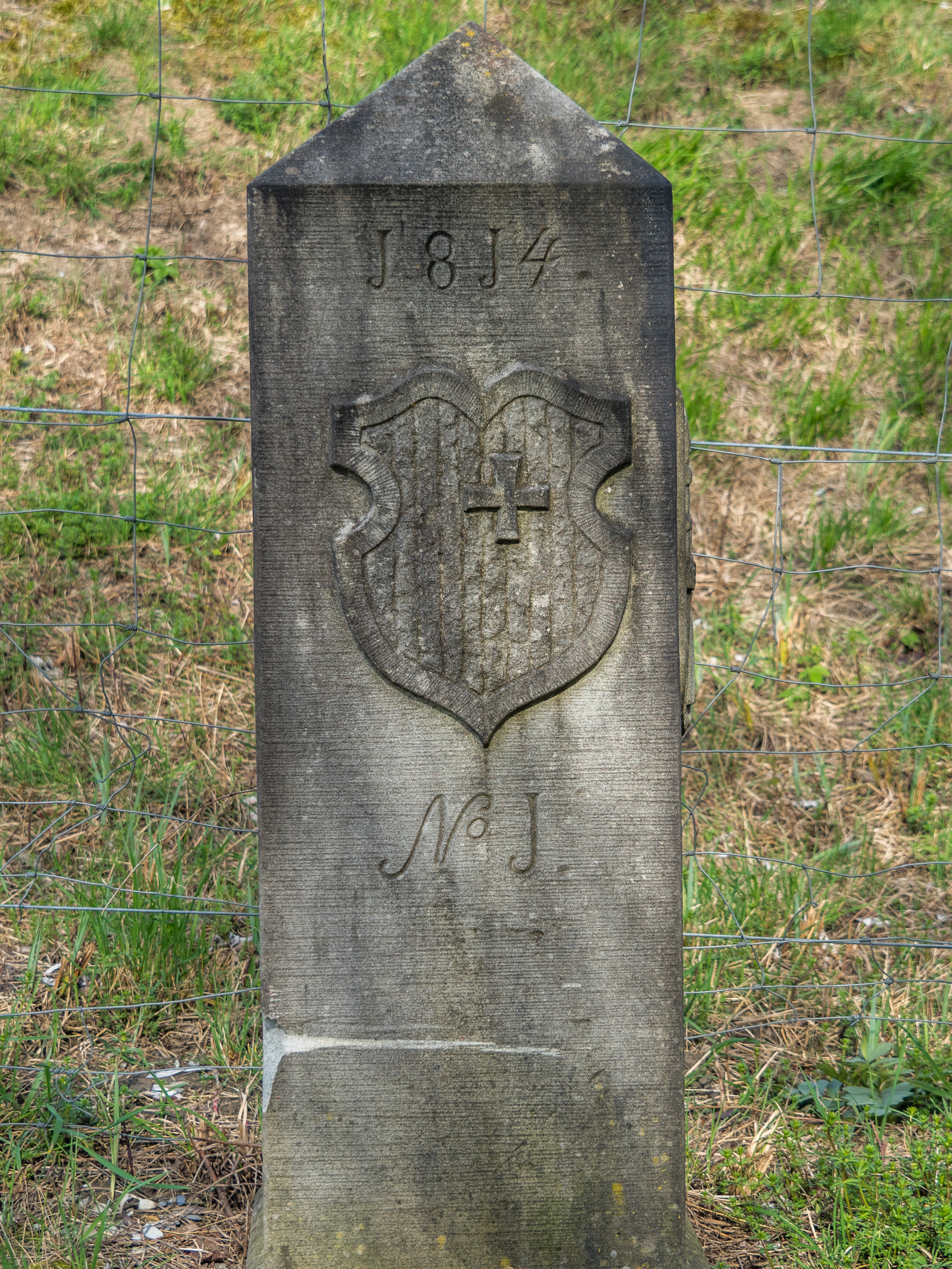
Dreikantonsgrenzstein No. 1 mit Wappen Kanton Schwyz (1814)

## Sehenswürdigkeiten
- Pfarrkirche St. Laurentius, erbaut 1885, mit Glasfenstern von August Wanner und bemerkenswertem Kirchenschatz
- Friedenskapelle von 1661